# Нововолынск
Нововолы́нск (укр. Нововоли́нськ) — город во Владимирском районе Волынской области Украины. Административный центр Нововолынской городской общины.

## География
Нововолынск расположен на юго-западе Волынской области, расположенной на северо-западе Украины. Площадь города составляет около 17 км². Он расположен на расстоянии около 15 км от границы с Польшей, и примерно в 92 км от границы с Беларусью.

## Население
На 1 января 2024 года численность населения составляла 50 100 человек.
На 1 января 2013 года численность населения составляла 53 149 человек.
По данным переписи 2001 года украинцы составляли 93,75 % населения города, русские — 4,99 %.

### Языковой состав
Родной язык населения по данным переписи 2001 года:
| Язык       | Численность, чел. | Доля     |
| ---------- | ----------------- | -------- |
| Украинский | 50 748            | 94,50 %  |
| Русский    | 2 735             | 5,09 %   |
| Другое     | 220               | 0,41 %   |
| Итого      | 53 703            | 100,00 % |

Украинский язык является основным и единственным официальным языком города.
По данным Государственной службы статистики Украины в 2023/24 учебном году все 140 494 учащихся в учреждениях общего среднего образования в Волынской области обучались в украиноязычных классах.

## История
Населённый пункт возник в 1950 году в связи с началом эксплуатации Львовско-Волынского угольного бассейна, 10 апреля 1951 он получил статус посёлка и название Нововолынский.
В апреле 1957 года посёлок получил статус города районного подчинения.
В 1957—1962 годах был центром Нововолынского района.
28 сентября 1958 года стал городом областного подчинения.
По состоянию на начало 1974 года здесь действовали угольные шахты, завод по ремонту горного оборудования, кирпичный завод, завод железобетонных изделий, деревообрабатывающий комбинат, хлопкопрядильная фабрика, несколько предприятий пищевой промышленности, общетехнический факультет Львовского политехнического института и вечерний горно-строительный техникум.
В 1982 году здесь добывали уголь, действовали завод специального технологического оборудования, завод по ремонту горного оборудования, завод строительных материалов, завод железобетонных изделий, деревообрабатывающий комбинат, хлопкопрядильная фабрика, молочный завод, хлебный завод, завод пищевых концентратов, мясокомбинат, отделение общетехнического факультета Луцкого филиала Львовского политехнического института, электромеханический техникум, два ПТУ, 10 общеобразовательных школ, музыкальная школа, медицинский городок, два Дворца культуры, кинотеатр и 7 библиотек.
В 1986 году начал работу Нововолынский литейный завод.
В январе 1989 года численность населения составляла 55 171 человек, крупнейшими предприятиями являлись завод специального технологического оборудования, деревообрабатывающий комбинат и хлопкопрядильная фабрика.
После провозглашения независимости Украины строительство Нововолынского завода керамических стеновых материалов было остановлено, в сентябре 1993 года Кабинет министров Украины разрешил его продажу и приватизацию.
В мае 1995 года Кабинет министров Украины утвердил решение о приватизации находившихся в городе хлопкопрядильной фабрики, завода строительных материалов, АТП-10763, АТП-10708 и ремонтно-механического завода, в октябре 1995 года — решение о приватизации управления ЖКХ.

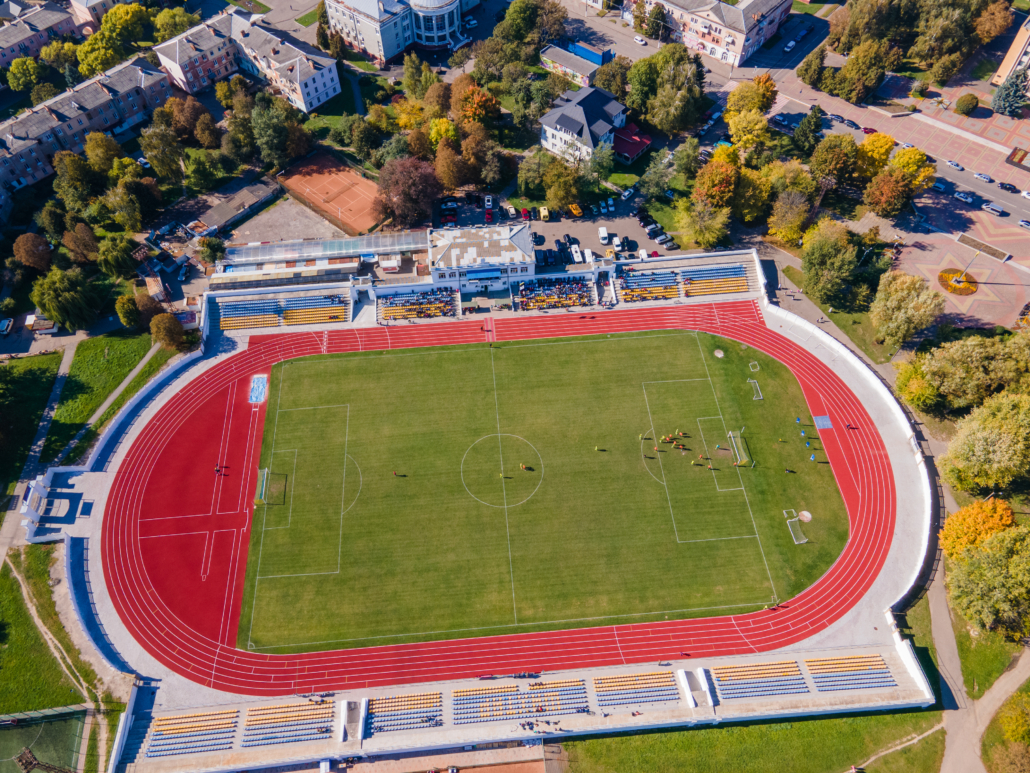
Стадион «Шахтер»

В 1997 году два находившихся в городе ПТУ № 1 и ПТУ № 13 объединили в ПТУ № 1.
В сентябре 2012 года Кабинет министров Украины утвердил решение о приватизации находившихся здесь шахтоуправления «Нововолынское» и угольных шахт «Бужанская» и «Нововолынская № 9».

## Экономика
Несколько предприятий пищевой и деревообрабатывающей промышленности, ООО «Завод „Промлит“», который изготавливает запчасти к дробилкам, экскаваторам, питателям, грохотам и другой карьерной технике, ООО «Механически-литейный завод».
В окрестностях города осуществляется добыча каменного угля. Действующие шахты:
- Нововолынская № 1
- Нововолынская № 5
- Нововолынская № 9
- Бужанская (шахта)
- Нововолынская № 10

## Микрорайоны города
- Шахтёрский микрорайон
- 15-й микрорайон
- 5-й микрорайон
- 6-й микрорайон

### Религия
- Украинская православная церковь (Московского патриархата)
  - Пантелеимоновская церковь
  - Успенская церковь
  - Свято-Вознесенская церковь
- Православная церковь Украины
  - Свято-Крестовоздвиженский храм
  - Свято-Духовский собор
  - Церковь Кирилла и Мефодия
  - Свято-Михайловский храм
  - Свято-Покровская церковь
- Украинская грекокатолическая церковь
  - Церковь Петра и Павла
- Римско-католическая церковь в Украине
  - Молитвенный Дом
- Баптисты
- Евангелисты

22 декабря 2018 года община УПЦ МП церкви Симеона Столпника (с. Панасовка) без настоятеля перешла в ПЦУ.

## Транспорт
Находится в 18 километрах от железнодорожной станции Иваничи Львовской железной дороги.